# Land of the Free?
Land of the Free? – szósty album punkrockowego zespołu Pennywise. Album ukazał się na rynku 19 czerwca 2001 roku. Mimo że nie odniósł komercyjnego sukcesu, jest uważany za jedno z największych osiągnięć zespołu i stawiany obok takich płyt jak debiutancki Pennywise czy Full Circle.

## Lista utworów
1. "Time Marches On" – 2:57
2. "Land Of The Free?" – 2:31
3. "The World" – 2:27
4. "Fuck Authority" – 3:16
5. "Something Wrong With Me" – 2:39
6. "Enemy" – 2:34
7. "My God" – 2:48
8. "Twist Of Fate" – 2:33
9. "Who's On Your Side" – 2:50
10. "It's Up To You" – 2:56
11. "Set Me Free" – 2:31
12. "Divine Intervention" – 3:30
13. "WTO" – 2:58
14. "Anyone Listening" – 3:00

- Współautorem dziewiątego utworu jest Brett Gurewitz

## Skład zespołu
- Jim Lindberg – śpiew
- Fletcher Draggs – gitara elektryczna
- Randy Bradbury – gitara basowa
- Byron McMackin – perkusja